# 최창현 (관료)
최창현(崔昌鉉, 일본식 이름: 牧山昌鉉마키야마 쇼켄, ? ~ ?)은 일제강점기의 만주국 관료이다.

## 생애
1933년 6월 만주국 실업부 농광사 농무과 속관으로 임명되었으며, 1934년 3월 1일 만주국 정부로부터 건국공로장과 건국대전기념장을 받았다. 1934년 3월 15일 만주국 실업부 농무사 판사(辦事)로 임명되었고, 같은 해 9월 1일 만주국 실업부 기사(技士)로 임명되었다.
1934년 12월 1일부터 1939년 5월까지 만주국 펑톈 성(봉천성) 공서 실업청 기좌(技佐)로 재직했으며, 1935년 9월 21일 만주국 정부로부터 황제방일기념장을 받았다. 1939년 6월 1일부터 1940년 6월까지 만주국 신징특별시(新京, 신경) 행정처 실업과장을 역임했고, 1939년 11월 28일 만주국 정부로부터 훈6위 주국장(柱國章), 1941년 7월 7일 만주국 정부로부터 국세 조사 기념장을 받았다.
1940년 11월부터 1940년 12월까지 동남지구특별공작후원회 본부 상무위원 및 신징(신경)지부 상무위원을 역임하는 동안 일본의 치안숙정 공작과 항일 무장 세력 토벌을 적극 지원했다. 1940년 11월 신징특별시 행정처 상공과장, 1941년 3월 10일 신징특별시 경제과장으로 각각 임명되었고, 1941년 11월 만주국 국무원 총무청 참사관으로 임명되었다. 1941년 이후부터 만주국 협화회 활동에 적극 참여하는 한편 일본의 만주국 지배와 침략 전쟁 선전에 적극 협력했다.
민족문제연구소의 친일인명사전 수록자 명단의 해외 부문, 친일반민족행위진상규명위원회가 발표한 친일반민족행위 705인 명단에 포함되었다.

## 참고자료
- 친일반민족행위진상규명위원회 (2009). 〈최창현〉. 《친일반민족행위진상규명 보고서 Ⅳ-18》. 서울. 460~475쪽.